# Okresní soud v Pelhřimově
Okresní soud v Pelhřimově je okresní soud se sídlem v Pelhřimově, který je co do počtu soudců jeden z nejmenších českých okresních soudů a jehož odvolacím soudem je Krajský soud v Českých Budějovicích – pobočka v Táboře. Soud se nachází v historické budově s bezbariérovým přístupem na třídě Legií, kde sídlí spolu s okresním státním zastupitelstvím. Rozhoduje jako soud prvního stupně ve všech trestních a civilních věcech, ledaže jde o specializovanou agendu (nejzávažnější trestné činy, insolvenční řízení, spory ve věcech obchodních korporací, hospodářské soutěže, duševního vlastnictví apod.), která je svěřena krajskému soudu.

## Soudní obvod
Obvod Okresního soudu v Pelhřimově se zcela shoduje s okresem Pelhřimov, patří do něj tedy území těchto obcí:
Arneštovice •
Bácovice •
Bělá •
Bohdalín •
Bořetice •
Bořetín •
Božejov •
Bratřice •
Budíkov •
Buřenice •
Bystrá •
Cetoraz •
Čáslavsko •
Častrov •
Čejov •
Čelistná •
Černov •
Černovice •
Červená Řečice •
Čížkov •
Dehtáře •
Dobrá Voda •
Dobrá Voda u Pacova •
Dubovice •
Důl •
Eš •
Hojanovice •
Hojovice •
Horní Cerekev •
Horní Rápotice •
Horní Ves •
Hořepník •
Hořice •
Humpolec •
Chýstovice •
Chyšná •
Jankov •
Ježov •
Jiřice •
Kaliště •
Kámen •
Kamenice nad Lipou •
Kejžlice •
Koberovice •
Kojčice •
Komorovice •
Košetice •
Krasíkovice •
Křeč •
Křelovice •
Křešín •
Leskovice •
Lesná •
Lhota-Vlasenice •
Libkova Voda •
Lidmaň •
Litohošť •
Lukavec •
Martinice u Onšova •
Mezilesí •
Mezná •
Mladé Bříště •
Mnich •
Moraveč •
Mysletín •
Nová Buková •
Nová Cerekev •
Nový Rychnov •
Obrataň •
Olešná •
Ondřejov •
Onšov •
Pacov •
Pavlov •
Pelhřimov •
Píšť •
Počátky •
Polesí •
Pošná •
Proseč •
Proseč pod Křemešníkem •
Putimov •
Rodinov •
Rovná •
Rynárec •
Řečice •
Salačova Lhota •
Samšín •
Sedlice •
Senožaty •
Staré Bříště •
Stojčín •
Střítež •
Střítež pod Křemešníkem •
Svépravice •
Syrov •
Těchobuz •
Těmice •
Ústrašín •
Útěchovice •
Útěchovice pod Stražištěm •
Útěchovičky •
Včelnička •
Velká Chyška •
Velký Rybník •
Veselá •
Věžná •
Vojslavice •
Vokov •
Vyklantice •
Vyskytná •
Vysoká Lhota •
Vystrkov •
Zachotín •
Zajíčkov •
Zhořec •
Zlátenka •
Želiv •
Žirov •
Žirovnice